# Mila Kunis
Milena Markovna "Mila" Kunis (em ucraniano: Мілена Марківна Куніс; Chernivtsi, 14 de agosto de 1983) é uma atriz, modelo e dubladora ucraniana radicada nos Estados Unidos. Ficou conhecida por interpretar "Lily" no filme Cisne Negro, papel que lhe rendeu uma indicação ao Globo de Ouro de melhor atriz coadjuvante e o Prêmio Marcello Mastroianni de Melhor Atriz Revelação no Festival de Veneza. Sua primeira importante aparição, tendo só 14 anos de idade, foi no papel de "Jackie Burkhart" na série de televisão That '70s Show. Como dubladora, destacou-se pela voz de Meg Griffin na série de animação Family Guy.

## Biografia
Kunis vem de uma família de origem judaica e citou o anti-semitismo na antiga União Soviética como uma das várias razões para a mudança de sua família para os Estados Unidos.
Aos nove anos, Kunis foi matriculada por seu pai em aulas de teatro depois da escola nos Estúdios Beverly Hills, onde conheceu Susan Curtis, que se tornaria sua gerente. Em sua primeira audição ela conseguiu o papel para um comercial. Pouco depois, ela fez um comercial para a linha de produtos de Lisa Frank.

## Carreira
Seus primeiros papéis televisivos tiveram lugar em 1994, primeiro aparecendo em Days Of Our Lives do canal NBC, e alguns meses mais tarde, fazendo sua primeira de duas aparições em Baywatch. Ela teve um papel secundário no 7th Heaven e papéis de apoio em Santa with Muscles, Honey, We Shrunk Ourselves e o filme de Angelina Jolie, Gia, como a jovem Gia Carangi.
Com 10 anos de idade, Kunis fez uma audição mas não conseguiu o papel da menina judaica que se muda a América no filme Make a Wish, Molly. Em vez disso, ela foi colocada no papel secundário de uma menina mexicana. Em 1998, Kunis integrou o elenco, como Jackie Burkhart, na sitcom da Fox That '70s Show. Todos que fizeram testes precisavam ter, pelo menos, 18 anos de idade; Kunis, que tinha 14 anos na época, disse aos diretores de elenco que ela tinha 18 anos. Embora eles, eventualmente, descobriram que ela havia mentido, os produtores ainda pensavam que Kunis era a melhor para o papel. Esse show sobre os anos 70 teve oito temporadas. Ganhou dois prêmios Young Star Awards e Best Young Actress em 1999 e em 2000 para suas atuações.
Em 1999, Kunis substituiu Lacey Chabert no papel de Meg Griffin no sitcom animado Family Guy, criado por Seth MacFarlane para a Fox. Kunis ganhou o papel após audições e uma pequena reescritura do personagem, em parte devido ao seu desempenho em That '70s Show. Quando Kunis fez o teste para o papel, ela foi chamada de volta por MacFarlane, que a instruiu a falar mais devagar. Ele então lhe disse para voltar outra vez e enunciar mais. Uma vez que ela alegou que ela tinha sob controle, MacFarlane contratou ela. MacFarlane acrescentou: "O que Mila Kunis trouxe para ela foi um monte de maneiras, eu pensei, quase mais certo para o personagem. Eu digo que Lacey fez um trabalho fenomenal, mas havia algo sobre Mila - algo muito natural sobre Mila. Uma menina de 15 anos, ela tinha 15 anos. Muito natural para Meg que realmente fez o que fizemos com esse tipo de trabalho realmente. "Kunis foi nomeado para um Annie Award na categoria de Voz Agindo em uma Produção de Televisão Animada em 2007. Ela também expressou Meg no Family Guy Video Game! Kunis descreveu seu personagem como "o bode expiatório".

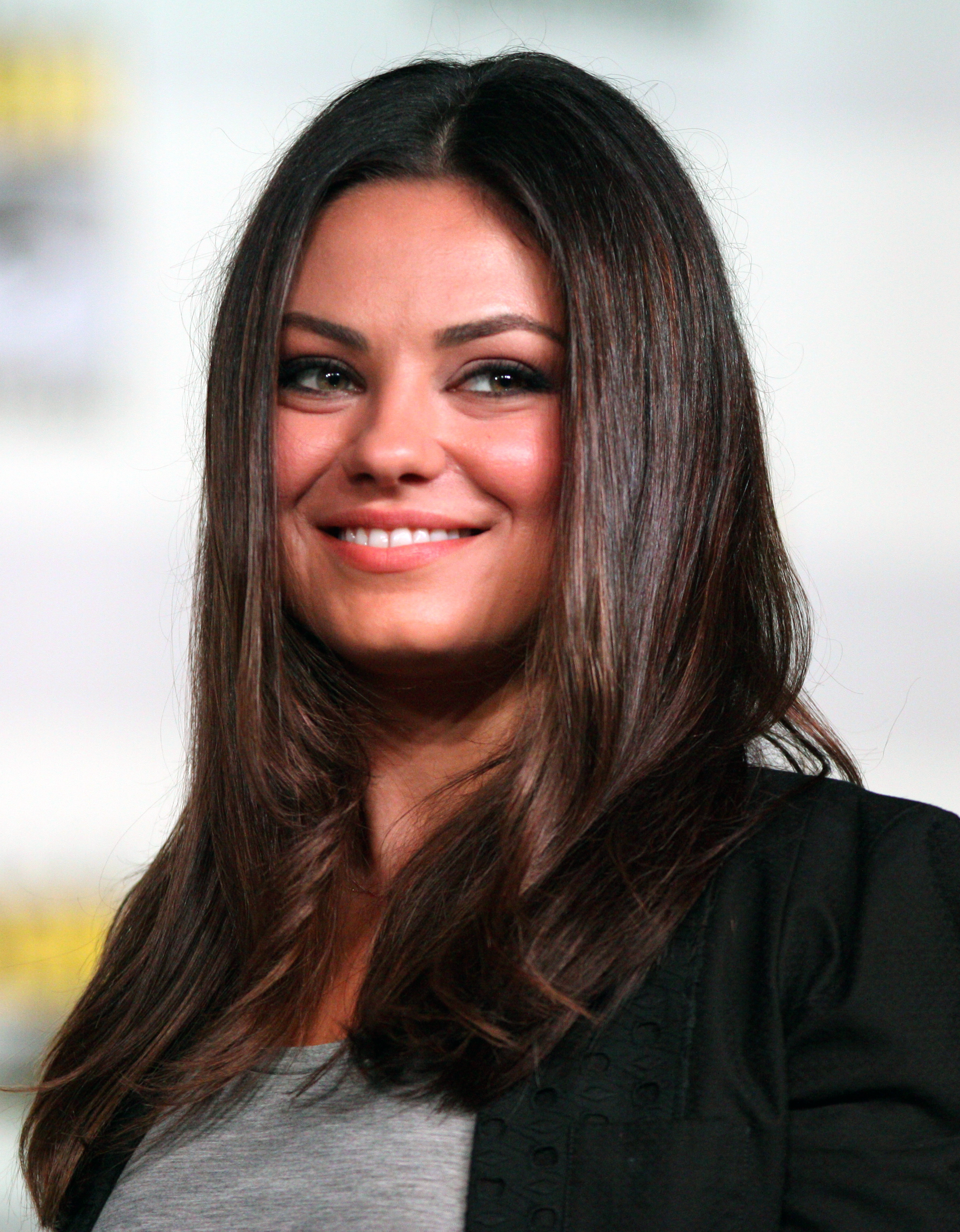
Kunis na San Diego Comic Con em 2012.

Kunis começou a atuar ainda bem jovem, estreando aos doze anos na refilmagem para a TV de Piranha (1995), numa produção de Roger Corman. Prosseguiu com outros papéis pequenos, na comédia Honey, We Shrunk Ourselves (1997), feita para o mercado de vídeo, numa participação não-creditada no thriller de terror Milo - O Anjo do Mal (1997) e desempenhou o papel da super-modelo Gia Marie Carangi na adolescência, no premiado tele-filme Gia (1998), o qual teve a participação de Angelina Jolie.
Porém, a fama apenas chegou em 1998, graças ao papel da adorável e irritante Jackie Burkhart na série cómica That '70s Show, que terminou em 2006. Até então um dos seus raros papéis fora da televisão foi como Rachel Newman, a aprendiz de um serial killer em American Psycho II: All American Girl (2002), lançado directamente em DVD. Mila também ficou conhecida como a voz da personagem Meg Griffin na série de animação americana Family Guy. Em 2002 atuou pelo clip da banda Aerosmith da música "Jaded" e em 2006 do clip da banda Breaking Benjamin da música "The Diary Of Jane".
A sua carreira no início no cinema foi discreta. Kunis apareceu em diversos filmes mal recebidos pela crítica e pelo público, como foi o caso de Volta Por Cima (2001), Tony n' Tina's Wedding (2004) e After Sex (2007). A sua primeira produção de destaque foi a comédia Ressaca de Amor (2008), co-produzida por Judd Apatow. Kunis também pode ser vista em papéis secundários, como é o caso de O Livro de Eli (2010) e de Uma Noite Fora de Série (2010).
O grande salto do seu percurso vem com a atuação no drama sombrio Cisne Negro (2010), onde interpreta a própria personificação do "Cisne Negro". Pelo papel foi indicada ao Globo de Ouro e o Festival de Veneza. Esta produção abriu as portas para projetos muito maiores, como a comédia romântica Amizade Colorida (2011), a comédia Ted (2012) e a aventura Oz: Mágico e Poderoso (2013). Na publicação de 2013 das 100 Mulheres Mais Sensuais da FHM, ficou na primeira classificação. Em 2014, senadores antissemitas ucranianos proferiram em plenário de maneira controversa ofensas contra a atriz.

## Filmografia

### Cinema

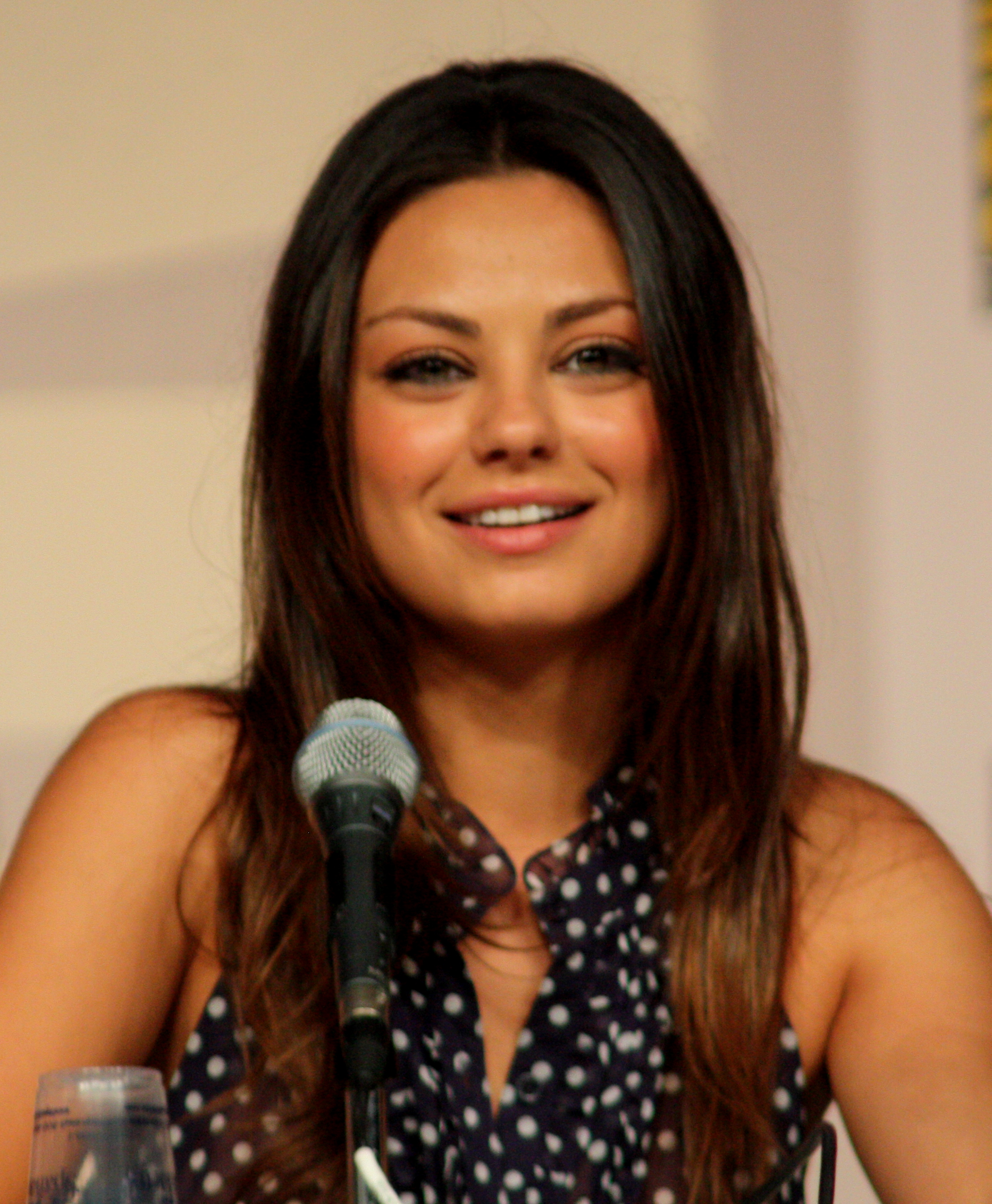
Mila Kunis em 2009, no painel de Family Guy na Comic-Con.

| Ano  | Título                       | Título em português                                              | Papel             |
| ---- | ---------------------------- | ---------------------------------------------------------------- | ----------------- |
| 1995 | Make a Wish, Molly           | br/pt:Make a Wish, Molly                                         | Melinda           |
| 1995 | Piranha                      | br/pt: Piranha                                                   | Susie Grogan      |
| 1996 | Santa with Muscles           | br: Herói por Engano                                             | Sarah             |
| 1997 | Honey, We Shrunk Ourselves   | br: Querida, Encolhi a Gente pt: Querida, Encolhemos!            | Jill              |
| 1998 | Gia                          | br: Gia - Fama e Destruição                                      | Gia (criança)     |
| 1998 | Krippendorf's Tribe          | br: A Tribo dos Krippendorf                                      | Abbey Tournquist  |
| 1998 | Milo                         | br: Milo - O Anjo do Mal                                         | Martice           |
| 2001 | Get Over It                  | br: Volta Por Cima pt: Esquece... e Siga'                        | Basin             |
| 2002 | American Psycho 2            | br: Psicopata Americano II pt: American Psycho II: Olhos Mortais | Rachael           |
| 2004 | Tony n' Tina's Wedding br:   | br: Tony n' Tina's Wedding                                       | Tina              |
| 2005 | Tom Cool                     | br: Tom Cool                                                     | Little Boy Matson |
| 2007 | After Sex                    | br: Depois do Sexo                                               | Nikki             |
| 2007 | Moving McAllister            | br: Fazendo Média                                                | Michelle          |
| 2007 | Boot Camp                    | br: A Ilha: Uma Prisão Sem Grades pt: O Campo do Medo            | Sophie            |
| 2008 | Forgetting Sarah Marshall    | br: Ressaca de Amor pt: Um Belo Par... de Patins                 | Rachel Jansen     |
| 2008 | Max Payne                    | pt: Max Payne                                                    | Mona Sax          |
| 2009 | Extract                      | br: Maré de Azar                                                 | Cindy             |
| 2010 | The Book of Eli              | br/pt: O Livro de Eli                                            | Solara            |
| 2010 | Black Swan                   | br/pt: Cisne Negro                                               | Lily              |
| 2010 | Date Night                   | br: Uma Noite Fora de Série pt: Uma Noite Atribulada             | Whippit           |
| 2011 | Friends With Benefits        | br: Amizade Colorida pt: Amigos Coloridos                        | Jamie             |
| 2012 | Ted                          | br: O Ursinho Ted                                                | Lori              |
| 2012 | The Color of Time            |                                                                  | Catherine         |
| 2013 | Oz: The Great and Powerful   | br: Oz: Mágico e Poderoso                                        | Theodora          |
| 2014 | The Angriest Man in Brooklyn | br: O que fazer?                                                 | Dr. Sharon Gill   |
| 2014 | Annie (2014)                 |                                                                  | Andrea Alvin      |
| 2015 | Jupiter Ascending            | br: O Destino de Júpiter                                         | Jupiter Jones     |
| 2015 | Third Person                 | br: Terceira pessoa                                              | Julia             |
| 2016 | Bad Moms                     | br: Perfeita é a Mãe                                             | Amy Mitchell      |
| 2017 | A Bad Moms Christmas         |                                                                  | Amy Mitchell      |
| 2018 | The Spy Who Dumped Me        |                                                                  | Audrey            |

### Televisão
| Ano     | Título                                 | Papel                 | Notas         |
| ------- | -------------------------------------- | --------------------- | ------------- |
| 1994    | Baywatch                               | Anne Bonnie           | 1994-1995     |
| 1995    | The John Larroquette Show              | Oficial Randy Willitz | 1 episódio    |
| 1995    | Hudson Street                          | Devon                 | 1 episódio    |
| 1996    | Unhappily Ever After                   | Chloe                 | 1 episódio    |
| 1996    | Nick Freno: Licensed Teacher           | Anna-Maria Del Bono   | 1996 - 1997   |
| 1996    | 7th Heaven                             | Ashley                | 4 episódios   |
| 1997    | Walker, Texas Ranger                   | Pepper                | 1 episódio    |
| 1998    | Pensacola: Wings of Gold               | Jessie Kerwood        | 1 episódio    |
| 1998    | That '70s Show                         | Jackie Burkhart       | 1998-2006     |
| 1999    | Family Guy                             | Meg Griffin (voz)     | 1999-presente |
| 2002    | Get Real                               | Taylor Vaughn         | 2 episódios   |
| 2002    | MADtv                                  | Daisy                 | 1 episódio    |
| 2004    | Grounded for Life                      | Lana                  | 2 episódios   |
| 2005    | Robot Chicken                          | Vários (voz)          |               |
| 2005-08 | Punk´d                                 |                       |               |
| 2009    | The Cleveland show                     |                       |               |
| 2010    | The Late Late Show with Craig Ferguson |                       |               |
| 2011    | Sesame Street                          |                       |               |
| 2011    | Night of the Hurricane                 |                       |               |
| 2011    | Good Vibes                             |                       |               |
| 2014    | Two and a Half Men                     | Vivian                | 1 episódio    |
| 2023    | That '90s Show                         | Jackie Burkhart       |               |

### Videogames
| Ano  | Título                 | Papel               |
| ---- | ---------------------- | ------------------- |
| 2006 | Saints Row             | Tanya Winters (voz) |
| 2006 | Family Guy Video Game! | Meg Griffin (voz)   |
| 2012 | Max Payne 3            | Mona Sax            |

### Videoclipes
| Ano  | Música                   | Artista                           |
| ---- | ------------------------ | --------------------------------- |
| 1999 | "In the Street"          | Cheap Trick                       |
| 2000 | "The Itch"               | Vitamin C                         |
| 2001 | "Rock and Roll All Nite" | Kiss                              |
| 2001 | "Jaded"                  | Aerosmith                         |
| 2003 | "The End Has No End"     | The Strokes                       |
| 2008 | "LA Girls"               | Mams Taylor featuring Joel Madden |

## Principais prêmios e indicações

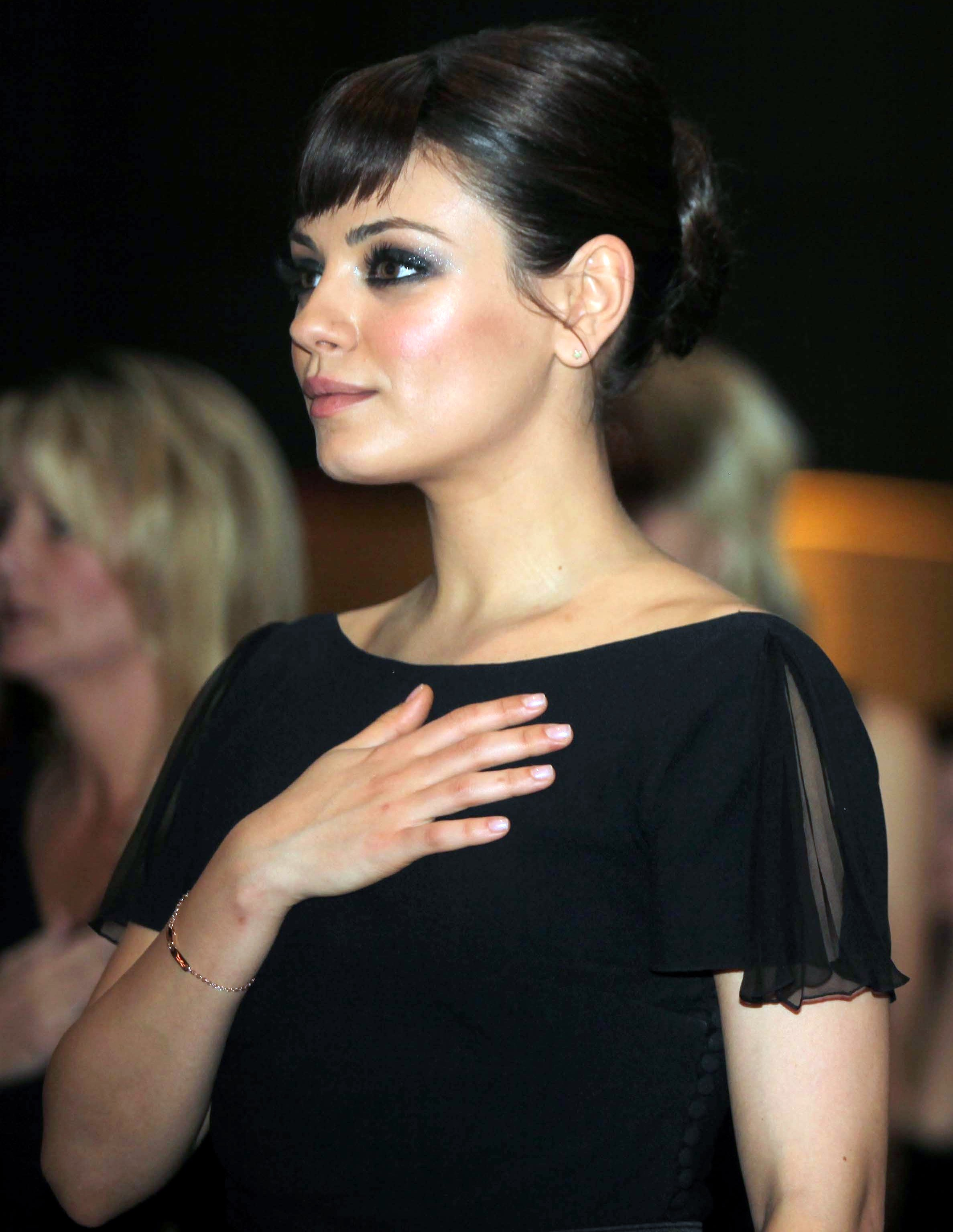
Kunis em 2011.

Globo de Ouro 
| Ano  | Categoria                           | Filme      | Resultado |
| ---- | ----------------------------------- | ---------- | --------- |
| 2011 | Melhor atriz coadjuvante/secundária | Black Swan | Indicado  |

Festival de Veneza
| Ano  | Categoria              | Filme      | Resultado |
| ---- | ---------------------- | ---------- | --------- |
| 2010 | Melhor atriz revelação | Black Swan | Venceu    |

SAG Awards (Screen Actors Guild Awards)
| Ano  | Categoria                          | Filme      | Resultado |
| ---- | ---------------------------------- | ---------- | --------- |
| 2011 | Melhor atriz coadjuvante em cinema | Black Swan | Indicado  |
| 2011 | Melhor elenco no cinema            | Black Swan | Indicado  |

Annie Award
| Ano  | Categoria                      | Filme      | Resultado |
| ---- | ------------------------------ | ---------- | --------- |
| 2007 | Melhor voz em animação para TV | Family Guy | Indicado  |

Saturn Award
| Ano  | Categoria                | Filme      | Resultado |
| ---- | ------------------------ | ---------- | --------- |
| 2011 | Melhor atriz coadjuvante | Black Swan | Venceu    |

Critics' Choice Award
| Ano  | Categoria                | Filme      | Resultado |
| ---- | ------------------------ | ---------- | --------- |
| 2011 | Melhor atriz coadjuvante | Black Swan | Indicado  |
| 2013 | Melhor atriz em Comédia  | Ted        | Indicado  |